# Macrotoma palmata
Macrotoma palmata är en skalbaggsart som först beskrevs av Fabricius 1793.  Macrotoma palmata ingår i släktet Macrotoma och familjen långhorningar.
Artens utbredningsområde är:
- Angola.
- Benin.
- Botswana.
- Burundi.
- São Tomé och Príncipe.
- Kenya.
- Mali.
- Moçambique.
- Nigeria.
- Niger.
- Rwanda.
- Senegal.
- Sierra Leone.
- Zimbabwe.

Inga underarter finns listade i Catalogue of Life.